# Mgławica Trójlistna Koniczyna
Mgławica Trójlistna Koniczyna (znana również jako Messier 20, M20 lub NGC 6514) – mgławica emisyjna (również obszar H II) powiązana z gromadą otwartą, znajdująca się w gwiazdozbiorze Strzelca. Została odkryta 5 czerwca 1764 roku przez Charles’a Messiera.
Odległość M20 do Ziemi nie jest dokładnie znana, szacuje się ją na od 2,2 do 9 tysięcy lat świetlnych. Na niebie zajmuje obszar o średnicy 28 minut łukowych. Jej jasność to około 9m.
Mgławica ta jest obszarem gwiazdotwórczym. Powiązana z nią gromada otwarta nosi oznaczenie C 1759-230 lub OCl 23. Mgławica jest jonizowana przez gwiazdę wielokrotną HD 164492.
Jedna z najbardziej fotogenicznych mgławic na naszym niebie. Pasmo mgły o średnicy równej połowie średnicy Księżyca, pocięte na trzy części, które powodują jej wyjątkowy wygląd. 

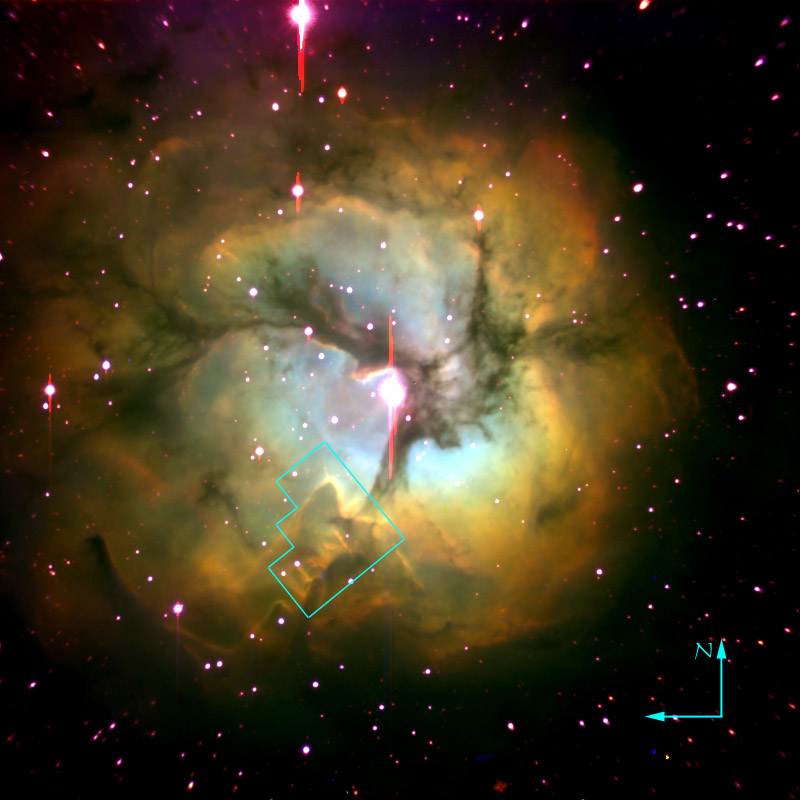
Mgławica Trójlistna Koniczyna
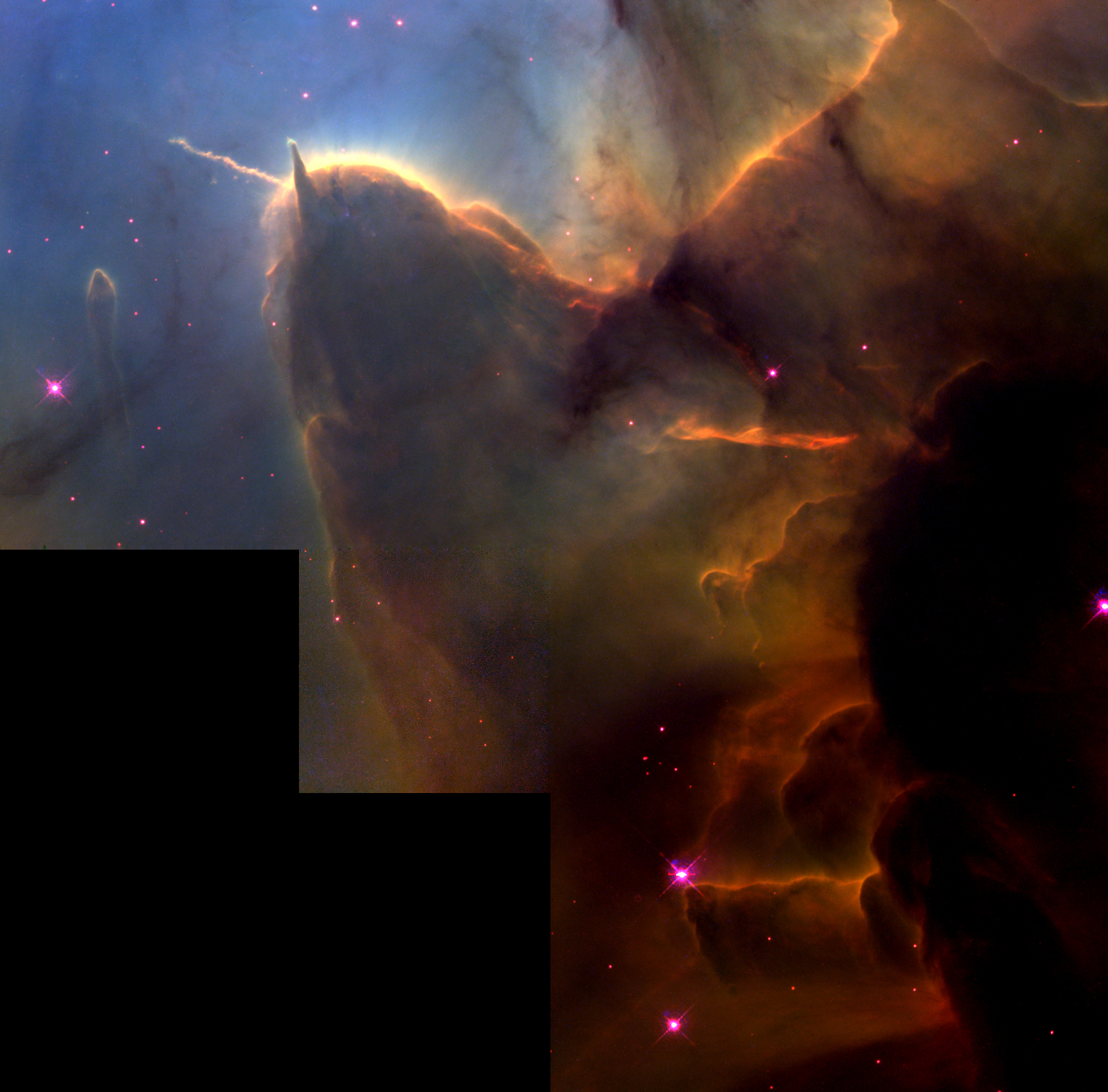
Dżet w M20 (fragment zdjęcia po lewej)
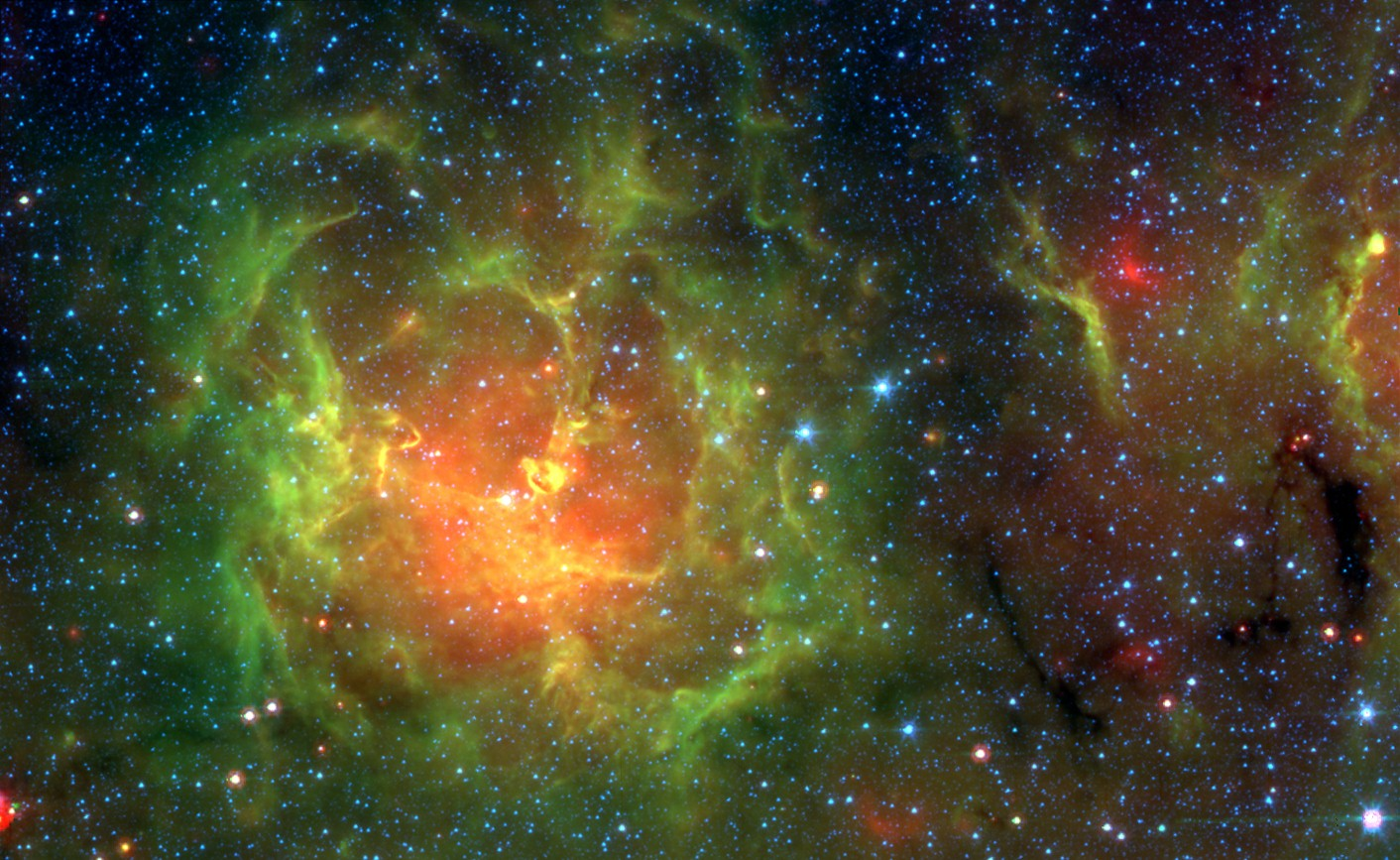
M20 w podczerwieni